# Myobroma mucida
Myobroma mucida là một loài thực vật có hoa trong họ Đậu. Loài này được (Bunge ex Boiss.) Nevski mô tả khoa học đầu tiên năm 1937.